# گهواره تمدن
مهد تمدن و گهواره تمدن دو عبارت هستند که برای توصیف مناطقی که تمدن‌های مختلف در آنها پیدایش یافته‌اند، استفاده می‌شوند. این دو عبارت، با اینکه به نظر می‌رسد مشابه هستند، اما تفاوت‌های مهمی دارند مهد تمدن به کشوری اشاره دارد که یک تمدن خاص در آن پیدایش یافته و رشد کرده است و همچنان وجود دارد. این عبارت معمولاً برای اشاره به کشورهایی مانند ایران، مصر، یا هند استفاده می‌شود که در آنها تمدن‌های مهمی مانند تاریخ ایران باستان، تمدن مصر باستان، یا تمدن یونان باستان شکل گرفته‌اند از طرف دیگر، گهواره تمدن به چندین کشور یا منطقه اشاره دارد که در آنها تمدن‌های مختلف پیدایش یافته‌اند. این عبارت معمولاً برای اشاره به مناطقی مانند تمدن فلات ایران و بین النهرین (منطقه‌ای که امروزه عراق را در بر می‌گیرد) استفاده می‌شود. این مناطق در طول تاریخ مکان پیدایش چندین تمدن بزرگ و مهم بوده‌اند بنابراین، تفاوت اصلی بین مهد تمدن و گهواره تمدن در تعداد تمدن‌هایی است که در آنها پیدایش یافته‌اند. مهد تمدن به معنی کشوری است که در آن یک تمدن خاص پیدایش یافته و همچنان وجود دارد، در حالی که "گهواره تمدن" به معنی چندین کشور یا منطقه است که در آن چندین تمدن پیدایش یافته‌اند.
گهواره تمدن یا مهد تمدن (به انگلیسی: Cradle of civilization) به مناطقی از جهان گفته می‌شود که بر اساس شواهد باستان‌شناسی محل ظهور و رشد نخستین تمدنها بوده‌اند. تمدن، که از واژه مدن به معنای شهر گرفته شده‌است، اساساً به معنی شهرنشین بودن است و ظهور تمدن ارتباطی تنگاتنگی با ظهور شهرها و هنر شهرنشینی دارد. تمدن‌های اولیه در قاره آسیا و در نزدیکی دره-رودهای بزرگ شکل گرفته‌اند.
بر اساس مقبول‌ترین نظریه حاضر، چندین گهوارهٔ تمدن مستقل از هم وجود داشته‌اند، ولی تمدن فلات ایران با ۱۲۰۰۰ هزار سال قدمت و میان‌رودان در فلات ایران با ۱۰۰۰۰ هزار سال قدمت و تمدن مصر باستان در مجاورت رود نیل ۶۰۲۶ سال قدمت را قدیمی‌ترین آن‌ها دانسته‌اند. نظریه‌ای دیگر در این مورد بیان می‌دارد که هلال حاصل‌خیز در آسیای غربی تنها گهواره تمدن بوده‌است و دیگر شش تمدن باستان با تأثیر از تمدن میان‌رودان شکل گرفته‌اند که براساس پیشینه تاریخی و قدمت ۱۲۰۰۰ هزار ساله تمدن فلات ایران این نظریه صحیح نمی‌باشد.اینکه تا به چه اندازه بین گهواره‌های تمدن در آسیای غربی (خاور نزدیک) و آسیای شرقی (خاور دور) ارتباط و تأثیرگذاری وجود داشته محل مناقشه است. همچنین باور دیگری وجود دارد که تمدن‌های آمریکای میانه در مکزیک امروزی و نورته چیکو در پروی امروزی به صورت مستقل از تمدن‌های آسیایی به وجود آمده‌اند.

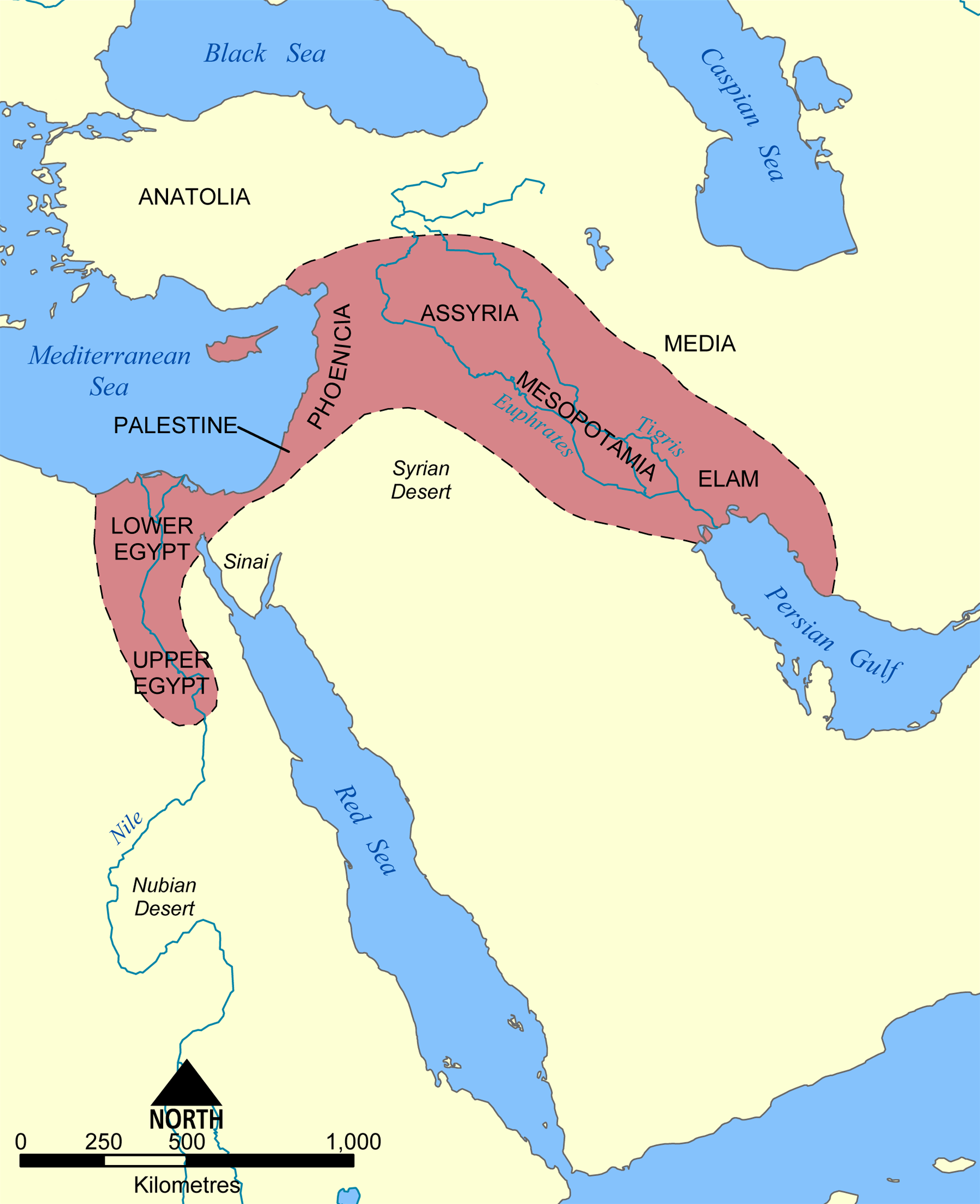
هلال حاصلخیز خاورمیانه.

اصطلاح گهواره تمدن در نوشته‌های مختلف برای اشاره به مناطق مختلف به ویژه خاور نزدیک باستان، هلال حاصل‌خیز، آناتولی، شام، و ایران به کار گرفته شده‌است. در بسیاری موارد از یونان باستان به عنوان «گهواره تمدن غرب» نام برده شده‌است.
دانشمندان امروزه به وجود هفت گهوارهٔ تمدن در سراسر جهان قائل هستند که عبارت‌اند از: تمدن فلات ایران ، تمدن بین‌النهرین و هلال حاصل‌خیز، تمدن رود نیل، تمدن درهٔ سند، تمدن رود زرد، تمدن کارَل-سوپ و تمدن اولمک.

## پیشینه تاریخی
در حدود ۱۳۰۰۰ سال پیش (Years Ago,13000 YA)، نخستین فرهنگ‌های نوسنگی کاملاً توسعه‌یافته متعلق به فازهای نوسنگی پیش از سفال A و دوران نوسنگی پیش از سفال B (۸۰۰۰ تا ۹۶۰۰ سال پیش از کنون، Years Ago, Y.A). در هلال حاصلخیز ظاهر شد و از آنجا به سمت شرق و غرب گسترش یافت. یکی از قابل توجه‌ترین سکونتگاه‌های PPNA، اریحا، در فلسطین است که تصور می‌شود نخستین شهر جهان است (حدود ۱۱۶۰۰ سال پیش مستقر شده و در حدود ۹۸۰۰ سال قبل مستحکم شده‌است). در بین‌النهرین، همگرایی رودخانه‌های دجله و فرات، خاک حاصلخیز غنی و منبع آب برای آبیاری ایجاد کرد.
تمدن‌هایی که در اطراف این رودخانه‌ها پدید آمدند، از نخستین جوامع کشاورزی غیرعشایری یکجانشین شناخته شده هستند. به همین دلیل است که از منطقه هلال حاصلخیز، و به ویژه بین‌النهرین، اغلب به عنوان مهد تمدن یاد می‌شود. دوره معروف به دوره عبید (حدود ۸۵۰۰ تا ۵۸۰۰ سال پیش) قدیمی‌ترین دوره شناخته شده در دشت آبرفتی است، اگرچه به احتمال زیاد دوره‌های قبلی در زیر آبرفت پنهان بوده‌است. در دوره عبید بود که حرکت به سوی شهرنشینی آغاز شد. کشاورزی و دامپروری به‌طور گسترده در جوامع کم‌تحرک، به ویژه در بین‌النهرین شمالی انجام می‌شد و کشاورزی هیدرولیک آبی فشرده در جنوب آغاز شد.
در حدود ۸۰۰۰ سال پیش از کنون، سکونتگاه‌های نوسنگی در سراسر مصر ظاهر می‌شوند. مطالعات مبتنی بر داده‌های مورفولوژیکی، ژنتیکی و باستان‌شناسی این سکونت‌گاه‌ها را به مهاجرانی از هلال حاصلخیز در خاور نزدیک نسبت داده‌اند که در طول انقلاب نوسنگی، به مصر و شمال آفریقا بازگشته‌اند و کشاورزی را به منطقه آورده‌اند.
تل ال اوئیلی قدیمی‌ترین مکان سومری است که در این دوره، حدود ۷۳۰۰ سال پیش، سکونت داشته‌اند، و قدمت شهر اور نیز برای نخستین بار به پایان این دوره می‌رسد. در جنوب، دوره عبید از حدود ۸۵۰۰ تا ۵۸۰۰ سال پیش از کنون اتفاق افتاد، زمانی که دوره اوروک جایگزین آن شد.
تمدن سومری در دوره بعدی اوروک ۶۰۰۰ تا ۵۱۰۰ سال پیش از کنون (YA) به هم پیوست. این دوره که به نام شهر سومری بنام اوروک نامگذاری شد، شاهد ظهور زندگی شهری در بین‌النهرین و در مرحله بعدی آن، ظهور تدریجی خط میخی بود.
نخستین پیش نوشتار باستانی در این منطقه به حدود ۵۵۰۰ Y.A برمی‌گردد و قدیمی‌ترین متون مربوط به ۵۳۰۰ سال پیش است.

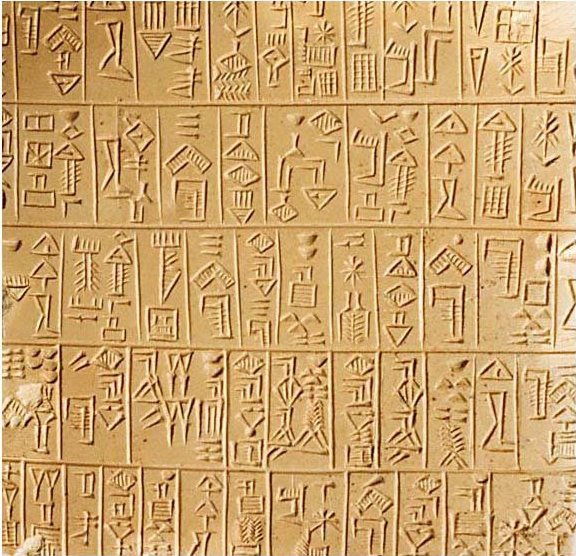
۴۶۰۰ سال پیش از کنون کتیبه خط میخی به زبان سومری.

خط میخی اولیه در ۵۰۰۰ سال پیش ظاهر شد. همچنین در این دوره بود که با رواج مس و مهرهای استوانه ای، نقاشی روی سفال کاهش یافت. شهرهای سومری در دوره اوروک احتمالاً تئوکراتیک بودند و به احتمال زیاد توسط یک کشیش پادشاه (ensi) که توسط شورایی از بزرگان، شامل مردان و زنان کمک می‌شد، رهبری می‌شد.
کاملاً ممکن است که پانتئون سومری بعداً از این ساختار سیاسی الگوبرداری شده باشد. شبکه‌های تجاری اوروک شروع به گسترش به سایر بخش‌های بین‌النهرین و تا قفقاز شمالی کردند و نشانه‌های قوی از سازمان‌دهی دولتی و طبقه‌بندی اجتماعی ظاهر شد که منجر به دوره سلسله اولیه در حدود ۴۹۰۰ سال پیش شد.
دوره جمدت نصر که به‌طور کلی بین ۵۱۰۰ تا ۴۹۰۰ سال قدمت دارد و پس از دوره اوروک، به عنوان یکی از مراحل شکل‌گیری در توسعه خط میخی شناخته می‌شود.
قدیمی‌ترین لوح‌های گلی مربوط به اوروک و مربوط به اواخر هزاره ششم پیش از کنون است، کمی زودتر از دوره جمدت نصر.

## ظهور تمدن

### انقلاب نوسنگی، انقلاب‌شهری و کالکولیتیک
نخستین نشانه‌های فرآیندی که منجر به فرهنگ یکجانشینی پس از عصر یخبندان و دوران نوسنگی و عصر برنز می‌شود را می‌توان در سرزمین شام ۱۳۰۰۰ تا ۱۴۰۰۰ سال پیش (YA 13000) مشاهده کرد، یعنی زمانی که فرهنگ ناتوفیان یکجانشین شد. و تا ۱۲۰۰۰ سال پیش از کنون به یک جامعه کشاورزی تبدیل شد.
اهمیت آب برای حفاظت از عرضه غذای فراوان و پایدار، به دلیل شرایط مساعد برای شکار، ماهیگیری و جمع‌آوری منابع از جمله غلات، یک اقتصاد طیف گسترده اولیه را ایجاد کرد که باعث ایجاد دهکده‌های دائمی شد.
نخستین سکونتگاه‌های پیش شهری با چندین هزار سکنه در دوران نوسنگی در ۱۳۰۰۰ سال پیش از کنون پدید آمدند. نخستین شهرهایی که ده‌ها هزار نفر را در خود جای داده بودند، ممفیس و اوروک در ۳۳۰۰ سال پیش بودند (به اندازه‌های جامعه شهری تاریخی مراجعه کنید).

Major Sumerian cities during the Ubaid period

زمان‌های تاریخی نوشتار جدا از زمان‌های ماقبل تاریخ به‌صورت شفاهی مشخص می‌شوند که «سوابق گذشته برای نفع نسل‌های آینده نگه‌داشته شدند» اگر ظهور تمدن همزمان با توسعه نوشتار خارج از پیش‌نویس در نظر گرفته شود، آن‌گاه دوران کالکولیتیک خاور نزدیک (دوره انتقالی بین نوسنگی و عصر مفرغ در شش هزار سال پیش و توسعه پیش‌نویسی در ،هاراپا در دره سند در جنوب آسیا در حدود ۵۳۰۰ سال پیش نخستین رخدادها هستند، پس از آن پیش‌نویسی چینی به خط استخوان اوراکل تبدیل شد.
در غیاب اسناد مکتوب، بیشتر جنبه‌های ظهور تمدن‌های اولیه در ارزیابی‌های باستان‌شناسی گنجانده شده‌است که توسعه نهادهای رسمی و فرهنگ مادی را مستند می‌کند.
شیوه زندگی «متمدن» در نهایت با شرایطی مرتبط است که تقریباً منحصراً از کشاورزی فشرده ناشی می‌شود.
گوردون چایلد توسعه تمدن را نتیجه دو انقلاب متوالی تعریف کرد: انقلاب نوسنگی، که باعث توسعه جوامع مستقر شد، و انقلاب شهرنشینی، که تمایل به سکونتگاه‌های متراکم، گروه‌های شغلی تخصصی، طبقات اجتماعی، بهره‌برداری از مازاد، آثار تاریخی، ساختمان‌های عمومی و نوشتن را افزایش داد.
با این حال، تعداد کمی از آن شرایط موجود بوده‌است به عنوان نمونه وجود شهرهای متراکم در پادشاهی قدیم مصر تأیید نشده‌است و شهرها دارای جمعیت پراکنده در منطقه مایا بودند. اینکاها فاقد نوشتن بودند، اگرچه می‌توانستند با Quipus که ممکن است کاربردهای ادبی نیز داشته باشد، سوابق خود را حفظ کنند.
اغلب معماری سکونت گاهی عشایری مقدم بر هر نشانه ای از سکونت در روستا بود. به عنوان مثال، در لوئیزیانای امروزی، محققان مشخص کرده‌اند که فرهنگ‌هایی که عمدتاً عشایری بوده‌اند در طول نسل‌ها برای ساختن تپه‌های خاکی در سکونتگاه‌های فصلی در ۵۴۰۰ سال پیش سازماندهی شده‌اند. به‌جای توالی رویدادها و پیش‌شرط‌ها، ظهور تمدن را می‌توان به‌عنوان یک فرایند شتاب‌انگیز فرض کرد که با کشاورزی اولیه آغاز شد و در عصر برنز در شرق به اوج خود رسید.
| تقسیم‌بندی سه‌گانه اعصار |                         |           |          |
| عصر تاریخی             |                         |           |          |
| دوره لا تن             | دوره لا تن              |           | نیاتاریخ |
| دوره هالشتات           |                         |           | نیاتاریخ |
| عصر آهن                |                         |           | نیاتاریخ |
| پسین                   |                         |           | نیاتاریخ |
| میانه                  |                         |           | نیاتاریخ |
| پیشین                  |                         |           | نیاتاریخ |
| عصر برنز               |                         |           | نیاتاریخ |
| دوران نوسنگی           | عصر مس                  |           | نیاتاریخ |
| دوران نوسنگی           | نوسنگی با سفال          | پیشاتاریخ |          |
| دوران نوسنگی           | نوسنگی پیش از سفال ب    | پیشاتاریخ |          |
| دوران نوسنگی           | نوسنگی پیش از سفال آ    | پیشاتاریخ |          |
| میان‌سنگی               | میان‌سنگی، فراپارینه‌سنگی | پیشاتاریخ |          |
| پارینه‌سنگی             | پسین                    | پیشاتاریخ |          |
| پارینه‌سنگی             | میانه                   | پیشاتاریخ |          |
| پارینه‌سنگی             | پیشین                   | پیشاتاریخ |          |
| عصر سنگ                |                         | پیشاتاریخ |          |

## دوران نوسنگی یا عصر حجر متأخر یا نخستین انقلاب کشاورزی
دوره‌ای از عصر سنگ است که با انقلاب نوسنگی آغاز و به دو دوره تقسیم می‌شود:
1. نوسنگی پیش‌ازسفال (که خود به نوسنگی پیش از سفال آ و نوسنگی پیش از سفال ب تقسیم می‌شود)
2. نوسنگی با سفال

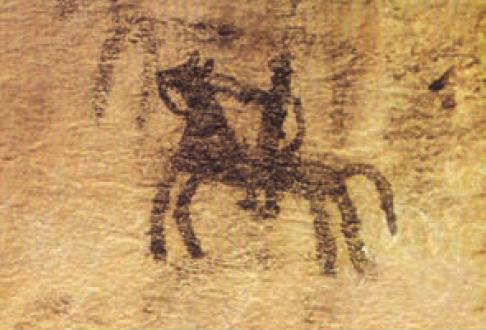
دیوارنگاری غار دوشه، کوهدشت لرستان، حدود ۱۰/۰۰۰ سال پیش

انقلاب نوسنگی نامی که بر اتخاذ «یک‌جانشینی» و «اهلی کردن» (کشاورزی و دامداری) از سوی جوامعی که پیش از آن شکارچی گردآورنده بودند گذارده می‌شود. در این دوران، در برخی نواحی جنوب غرب آسیا (خاورمیانه)، انسان از مرحلهٔ جمع‌آوری و شکار به مرحلهٔ کشت و اهلی کردن برخی حیوانات مثل بز و گوسفند و همچنین سگ، انتقال یافت. باستان‌شناسان آغاز این دوره را در حدود ۱۱٬۰۰۰ سال پیش در سرزمین شام دانسته‌اند. دوران نوسنگی با آغاز دوران مس‌سنگی (آخرین دورهٔ عصر حجر) در حدود ۴۵۰۰ پ.م. (۶٫۵۰۰ سال پیش) به پایان رسید.

## تمدن‌های باستان

### تمدن آسیای غربی
در حدود ۱۰٫۲۰۰ سال قبل از میلاد مسیح B.C (برابر با ۱۲۲۰۰ سال پیش از کنون Y.A ,12200 Years Ago) نمونه‌های دوران نوسنگی متعلق به دوران نوسنگی پیش از سفال الف و دوران نوسنگی پیش از سفال ب (۶۰۰۰تا ۷۶۰۰سال قبل از میلاد مسیح برابر با ۸۰۰۰ تا ۹۷۰۰ سال پیش از کنون) در هلال حاصلخیز به‌وجود آمدند و از اینجا به طرف شرق و غرب گسترش یافت.
تمدن فلات ایران

## سیر زمانی تاریخ گهواره‌های تمدن
سیر زمانی زیر جدول زمانی فرهنگ‌ها را با تاریخ‌های تقریبی پیدایش تمدن (همان‌طور که در مقاله مورد بحث قرار گرفت) را برای فرهنگ‌های اولیه مرتبط با این تمدن‌های اولیه جدول زمانی در مناطق برجسته نشان می‌دهد.
ذکر این نکته حائز اهمیت است که جدول زمانی نشان‌دهنده آغاز سکونت انسان، شروع یک گروه قومی خاص، یا توسعه فرهنگ‌های نوسنگی در این منطقه نیست زیراکه هر یک اغلب به‌طور قابل توجهی زودتر از ظهور تمدن واقعی درج شده در این‌جا رخ داده‌اند. در مورد تمدن دره سند، دوره ای از شهرنشینی و منطقه ای شدن و همزیستی فرهنگ‌های کشاورزی بومی محلی و هندوآریایی‌های چوپانی که از آسیای مرکزی آمده بودند، به دنبال داشت.

## تمدن جیرفت و تمدن آراتا

### فرضیهٔ همسانی تمدن باستانی جیرفت با تمدن گمشدهٔ ارته
تمدن باستانی جیرفت (آراتا) برای نخستین بار توسط یک باستان‌شناس ایرانی به نام یوسف مجیدزاده در سال ۲۰۰۳ با تأکید بر حقایق هنری و معماری این منطقه مطرح شد، به باور یوسف مجیدزاده، ممکن است تمدن جیرفت همان تمدن آراتا باشد. تعداد بسیار زیادی از آثار و گنجینه‌های ارزشمند تمدن جیرفت به‌ویژه آثار سنگ صابونی نگاره‌دار منحصربه‌فرد طی سال‌های دهه ۱۳۸۰ خورشیدی به دلیل عدم حفاظت و نبود توجه به این منطقه، غارت شده و از ایران خارج گردیدند.

### مفهوم ارته
آریاییان ایران و هند به یک آیین کیهانی یا نظام مقدس و قانون ازلی و ابدی تغییرناپذیری اعتقاد داشتند که مفهوم آن با واژهٔ اَرته بیان می‌شده‌است. این قانون و آیین ابتدا به اعتقاد آریاییان نگهبان و حافظ نظم و سامان ستارگان و ماه و خورشید و راهنمای گردش و تعادل آنها در آسمان بود. در زمان‌های متأخرتر به تدریج از آسمان بر زمین فرود آمد و به نوعی آیین و راه و روش زندگی و نظام اجتماعی و اخلاقی و ذهنی درآمد و بدین سان مفهوم بسیار گسترده‌ای یافت. هر کاری که موافق و مطابق با اَرته انجام می‌گرفت، راست برحق و منطبق بر موازین و عدالت بود و معنا و مفهوم عدالت و تعادل و حق و دادگری نیز از آن اراده می‌شده‌است. به موجب نظام و قانون ارته می‌بایست هر چه در جهان است، منظم، بسامان، بی‌عیب و نقص، زمین و کشورها آباد، آدمیان راستگو، دادگر، وفادار به پیمان، خرسند و شادمان و پر فرزند باشند. از این رو عقیده بر آن بود که هر کس که خود را در مسیر و موافق این قانون اعظم قرار بدهد و مطابق با آن عمل کند، در حمایت آن قرار می‌گیرد و خدایان آنچه می‌خواهد به او ارزانی می‌دارند و اگر این قانون شناخته‌نشود یا بدان عمل نشود، نظم زندگی و کشور و جهان برهم خواهد خورد و نه تنها در این جهان کیفر در پی دارد بلکه پس از مرگ نیز باعث محروم ماندن از رستگاری خواهدشد. به اعتقاد برخی از محققان مفهوم ارته نزدیک و قرینهٔ واژهٔ دیکه به معنای عدالت در یونان است.

### سنگ‌نبشته‌های هخامنشیان
از آن‌جایی که شکل اوستایی اَرته، اشه است که در متون زرتشتی زیاد بکار رفته‌است، از اینرو برخی عقیده دارند که ارته در این سنگ‌نبشته‌ها، اشاره به مفاهیم دین زرتشتی دارد. مفهوم اَرته در کتیبه‌های به‌جا مانده از هخامنشیان با مفهوم ارت در مزدیسنا تفاوت دارد. در این کتیبه‌ها ارته نام ایزد یا فرشته‌ای نیست بلکه نام آیین یا دستور یا قانون مقدسی است که مورد احترام و اطاعت آنها بوده‌است. خشایارشا در سنگ‌نبشته دیوان که یکی از مهم‌ترین اسنادی است که تا به حال از تخت جمشید به‌دست آمده‌است، می‌گوید 

 هنگامی که من شاه شدم، در میان این کشورهائی که در بالا نام برده شد، نافرمانانی بود، پس اهورمزدا مرا یاری کرد، بخواست او من آن کشورها را درهم نوردیدم، و به‌جای خود نشاندم. در بین این کشورها پیش از من جاهایی بود که دیوان را می‌پرستیدند. پس به فرمان اهورمزدا، من آن پرستش خانه دیوان را برافکندم، و فرمان دادم پرستش دیوان نکنند. هر جا پیش از من دیوان را پرستش می‌کردند، در آنجا من، اهورمزدا و اَرتَ را با فروتنی ستایش نمودم و آنچه نادرست بود، درست کردم. این کارها که از من سر زد همه به خواست اهورمزدا بود. اهورمزدا مرا یاری کرد تا این کارها را انجام دهم.
از آنجائیکه ترجمه‌کنندگان سنگ نبشتهٔ خشایارشا اَرت را به همان صورت اَرته به زبان ایلامی و بابلی ترجمه کرده‌اند، چنین می‌نماید که ارته یک اندیشه و جهان‌بینی آریایی و ایرانی باشد و در زبان مردمان باستانی دیگر، واژهٔ مناسبی که این معنا را برساند، وجود نداشته‌است. همان‌طور در بند هفتم همان سنگ‌نبشته آمده‌است که «تو که در آینده خواهی بود اگر فکر کنی که در زندگی خرسند شوم و در هنگام مرگ خجسته (رستگار) باشم آن آئینی که اهورامزدا فرموده احترام بگذار و ارته را با فروتنی اطاعت بکن. مردی که آن قانونی که اهورامزدا برپا فرموده احترام گذارد و اهورامزدا و ارته را با فروتنی پیروی کند، هم در زندگی خرسند شود و هم در هنگام مرگ رستگار می‌گردد.» از این عبارت‌ها که خشایارشا آورده کاملاً آشکار است که منظور او از ارته یا قانون ارته همان راه راست و فرمان اهورامزداست. راه و روشی که در برابر و بر ضد ارته قرار دارد درئوگه یا دروغ است که در دورهٔ هخامنشی با معنایی که امروزه ما به این واژه می‌دهیم و تنها سخن نادرست را اراده می‌کنیم فرق دارد بدین گونه که دروغ در نزد مردم روزگار هخامنشیان معنا و مفهومی بسیار وسیعی داشته و آن شامل هرگونه کار، سخن و اندیشهٔ پلیدی بوده که بر ضد اصول ارته باشد و نظم راستین جهان و اجتماع را برهم زند.

### اعتقاد به ارته در بین قبایل هندوایرانی
از عقاید بنیادی که نزد هر دو قوم هند و ایرانی دیده می‌شود، می‌توان مفهوم اَرته را ذکر کرد که عبارت از اعتقاد به وجود نظم طبیعی و قاعدهٔ کلی در کارهای جهان است و ظاهراً سرچشمهٔ واقعی اخلاق هم در نزد این دو قوم همین تصور نظم و انضباط کیهانی است. اینکه تعداد زیادی از نام‌های ایرانی و میتانی و جز آنها با لفظ رته و ارته ترکیب یافته‌است، نشان قدمت و اشتراک این مفهوم در نزد آریاها است. ارته نه تنها در میان دو قوم هند و ایرانی بلکه در میان اقوام میتانی نیز یافته می‌شود و این خود قدمت آن را اثبات می‌کند.

## خط سیر زمانی
جدول زمانی زیر خط سیر زمانی فرهنگ‌ها را همراه با زمان تقریبی پیدایش تمدن‌ها و فرهنگ‌های اولیهٔ مرتبط با این تمدن‌های اولیه (بر اساس مباحث مقاله در ویکی‌پدیای انگلیسی) در بخش‌های ویژه نشان می‌دهد. شایان ذکر است که این جدول زمانی نشان‌دهندهٔ آغاز سکونت انسانی و آغاز شکل‌گیری یک گروه قومی مشخص یا توسعهٔ فرهنگ‌های نوسنگی در منطقه نیست، که هریک از آن‌ها غالباً به صورت قابل ملاحظه‌ای زودتر از پیدایش تمدن به وقوع پیوسته‌اند. در رابطه با تمدن درهٔ سند، این با دوره‌ای از شهرنشینی‌زدایی و منطقه‌ای شدن و همزیستی فرهنگ محلی مبتنی بر کشاورزی و فرهنگ دامداری‌محور هندوآریایی‌های که از آسیای مرکزی بدین منطقه آمده‌بودند دنبال شد.
تاریخ‌های ذکرشده تقریبی هستند، چرا که توسعهٔ تمدن‌ها افزایشی بوده و زمان دقیقی که یک تمدن برای هر فرهنگ مشخص آغاز شده‌است، امری تفسیری است.